# Hiroki Hattori
Hiroki Hattori (服部 浩紀, Hattori Hiroki) est un footballeur japonais né le 30 août 1971.